# Proti vankomicinu odporni enterokoki
Proti vankomicinu odporni enterokoki (kratica VRE, angl. Vancomycin-resistant enterococcus) so bakterije iz rodu enterokokov, ki so odporne proti antibiotiku vankomicinu.
Enterokoki so sicer grampozitivne okroglaste bakterije, ki lahko pri človeku naseljujejo sluznico prebavil in sečil. Proti vankomicinu odporne enterokoke so odkrili let 1985. Nevarnost predstavljajo zlasti za bolnike z oslabljenim imunskim sistemom. Imajo zmožnost, da predajajo gen, ki nosi zapis za odpornost proti vankomicinu, drugim bakterijam. Okužba zdravih posameznikov je redka.

## Tipi
Obstaja 6 različnih tipov proti vankomicinu odpornih enterokokov: Van-A, Van-B, Van-C, Van-D, Van-E in Van-F. Doslej so v klinični praksi opazili le Van-A, Van-B in Van-C. Pomembno je, da je Van-A odporen tako proti vankomicinu kot tudi teikoplaninu, Van-B je odporen proti vankomicinu, a je občutljiv na teikoplanin, Van-C pa je le delno odporen proti vankomicinu, na teikoplanin pa je občutljiv. Za zdravljenje okužb z VRE se običajno uporabljata teikoplanin in linezolid.

## Prenašanje
VRE lahko prenašajo zdravi posamezniki, ki so prišli v stik z bakterijo. Najpogosteje pride do okužb v bolnišnicah (t. i. bolnišnične okužbe), vendar pa naj bi bil okužen tudi znaten delež intenzivno rejenih piščancev.,

## Mehanizem odpornosti
Eden od mehanizmov intrinzične odpornosti VRE naj bi bila sprememba končne dipeptidne podenote v NAM/NAG peptidoglikanske verige, kjer se normalno nahaja dipeptid D-alanil—D-alanin in tja se veže vankomicin. Dipeptidni ostanek, ki je spremenjen v D-alanil–D-laktat ali D-alanil—D-serin, omogoča le 4 mesta za vodikove vezi, preko katerih se veže molekula vankomicina. S tem se izgubi sicer samo 1 potencialno mesto za tvorbo vodikove vezi, vendar se afiniteta vezave zmanjša za 1000-krat. Nekateri tipi VRE pa naj bi poznali tudi druge mehanizme odpornosti, ne le opisanega, ki je povezan z vezavo vankomicina na bakterijsko celično steno.